# イタリア国鉄980蒸気機関車

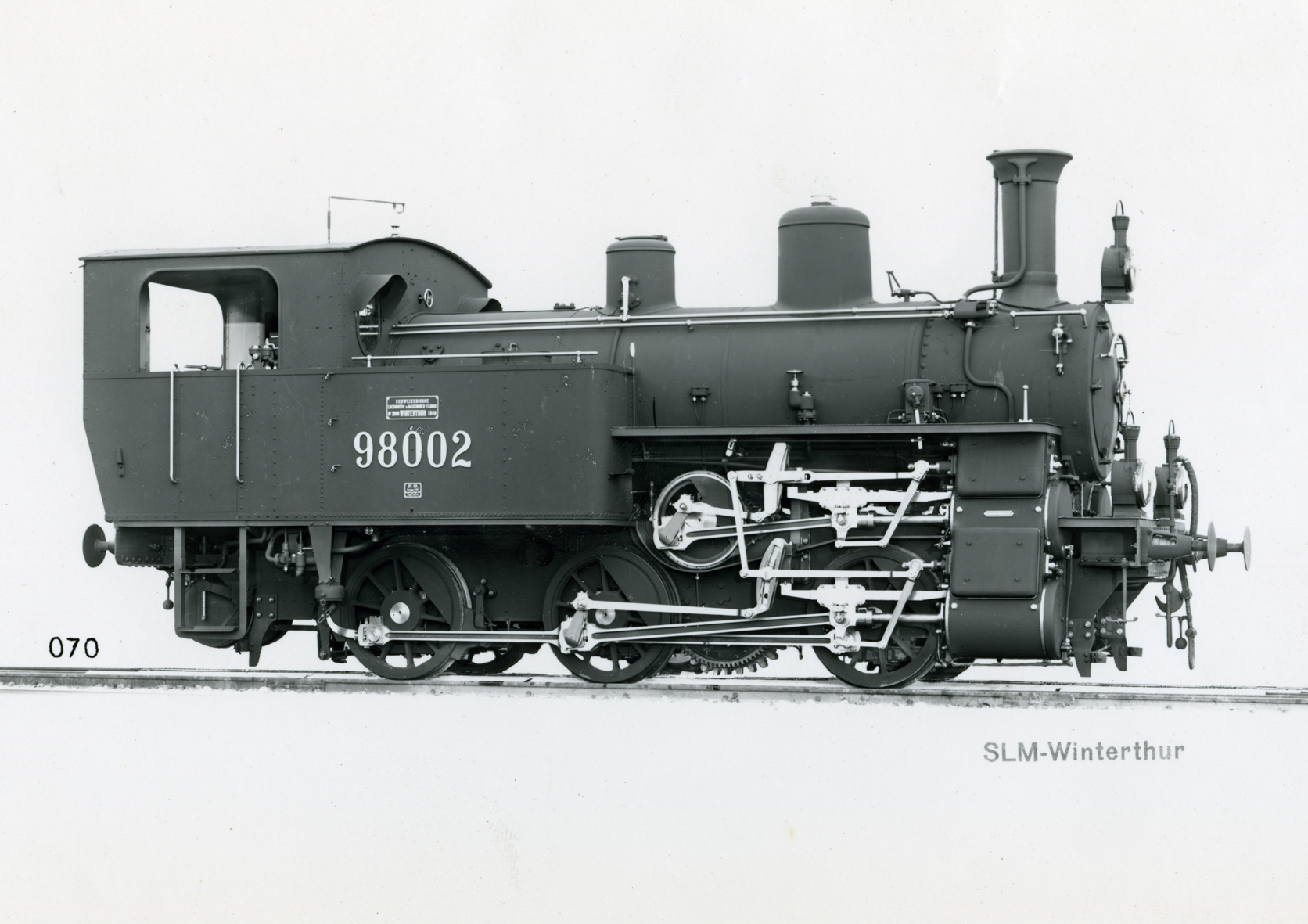
イタリア国鉄の980.02号機のSLM公式写真、1912年

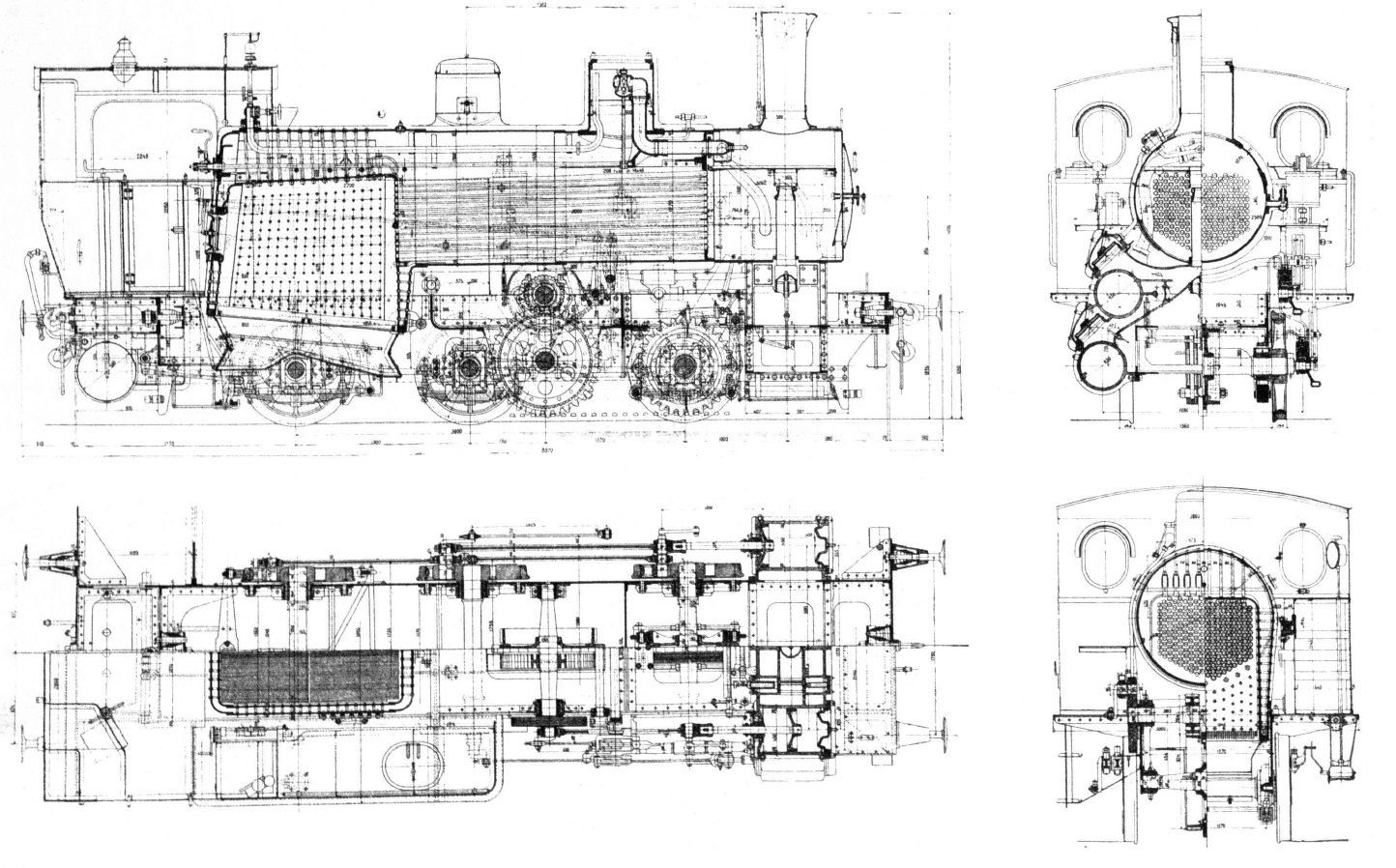
980の組立図、1913年

イタリア国鉄980蒸気機関車（いたりあこくてつ980じょうききかんしゃ）は、イタリアのイタリア国鉄（Ferrovie dello Stato Italiane（FS））で使用された山岳鉄道用ラック式蒸気機関車である。

## 概要
イタリア北部のチェーチナからヴォルテッラ・チッタに至っていた1,435mm軌間のチェーチナ-ヴォルテッラ線は、チェーチナ - ヴォルテッラ・サリーネ・ポマランチェ間は全線粘着式で1863年10月20日に開業していたが、ヴォルテッラ大聖堂やメディチ要塞があるヴォルテッラの市街地は標高約500mの丘の上に位置していたため、同線は当初丘の麓のヴォルテッラ・サリーネ・ポマランチェを終着駅としており、その後市街地まで同線の延長が計画されて1909年に建設工事が開始され、1912年9月15日に開業している。この区間は標高72mのヴォルテッラ・サリーネ・ポマランチェから標高468mのヴォルテッラ・チッタ間まで登るため、イタリア国鉄としては初めてラック式の路線として建設されている。この路線のラック区間は最急勾配を100パーミルとし、ラックレール方式は単純なラックレール1枚のシュトループ式としており、この区間で使用する蒸気機関車としてスイスのSLMから導入した、ヴィンタートゥール式と呼ばれるラック式駆動装置を装備した車両が本稿で記述する980である。
粘着動輪とラックレール用ピニオンの双方を駆動するラック式鉄道車両では、動輪のタイヤの摩耗等による動輪径の変化に伴って動輪とピニオンの周速に差が出るため、1900年代以降は粘着動輪とラックレール用ピニオンを別個に駆動するために4シリンダ式としてシリンダーおよび弁装置2式を装備するものがほとんどとなっており、その方式としてヴィンタートゥール式、アプト式、ベイヤー・ピーコック式、クローゼ式ほか名称の無いものも含めいくつかのものが存在していた。
本形式で採用されたヴィンタートゥール式は、考案したSLMの所在地の名を採った方式で、ラック式駆動装置用のシリンダを粘着式用の上部に配置して、台枠上部に装備された中間軸を駆動し、そこから1段減速で台枠に装備された駆動用のピニオンを駆動する方式で、 スイスのアッペンツェル軌道会社に1904年および1909年に導入されたSLM製のHG2/4形や同じくスイス国鉄ブリューニック線に1905年から1926年にかけて導入された同じくSLM製のHG3/3形 で実績のあるものであった。イタリア国鉄が導入した本形式はスイス国鉄のHG3/3形を拡大した設計となっており、動輪、ピニオン配置や駆動機構などのほか、外観なども類似のものであり、1908年に4両、1913年に8両がいずれもSLMで製造され、当初は全車がピサ機関区に配置されている。
その後1915年にはイタリア南部のパオラとコゼンツァの間を結ぶ、同じく1,435mm軌間、最急勾配75パーミルのパオラ-コゼンツァ線用として8両がコゼンツァ機関区に転属となっている。同線は1915年に開業した、1,435mm軌間、35kmの路線であり、途中3区間、計11.6kmに渡り最急勾配75パーミルのラック式となっており、本形式とともに1922年には同型機として製造所をアンサルドに変更し、過熱蒸気式とした981ラック式蒸気機関車8両が増備されて旅客列車、貨物列車を牽引している。

## 仕様

### 概要
- 走行装置は粘着動輪用とピニオン用がそれぞれ2シリンダの4シリンダ式で、粘着動輪のみで走行する場合には粘着式駆動装置のみの2シリンダ単式、ラック区間走行時には粘着式駆動装置のシリンダを高圧シリンダ、ラック式駆動装置のシリンダを低圧シリンダとする4シリンダ複式として動作するものとなっている。弁装置はいずれもワルシャート式であり、粘着動輪用走行装置とピニオン用走行装置の弁装置はそれぞれ独立させつつ、加減弁や逆転器などを共用としている。ラック式駆動装置用のシリンダへの蒸気供給は、シリンダブロック内に装備した蒸気シリンダ駆動の切替弁を操作することによって粘着式駆動装置のスライドバルブの蒸気出口からの蒸気をラック式駆動装置のスライドバルブの蒸気入口もしくはブラストパイプのどちらかに切り替えることで制御する方式となっている。
- 台枠は内側台枠式の鋼板製板台枠で、ボイラ台とシリンダブロックは鋳鉄製である。動輪は直径1,040mmのスポーク車輪で、これを全軸距3,800mmの車軸配置Cとしている。主動輪は第2動輪で、第1動輪と第2動輪の間を若干広くとり、この間にラック式駆動装置のシリンダから駆動されるピニオン駆動用軸と、そこからギヤ比1:2.41で1段減速される有効径1,050mmのピニオンを設置して車軸配置Czとしている。また、第1動輪の車軸にはブレーキ用としてブレーキドラム併設の有効径923mmのピニオンをフリーで嵌込んでいる。なお、ピニオンが1段減速となっているため、走行時、外見上は粘着式とラック式駆動装置（駆動用軸）が逆回転しているかのように見える。
- ボイラーは全伝熱面積88.4m²、蒸気圧力14kg/cm²の飽和蒸気式、シリンダは粘着用、ラック用いずれも径430×行程500mmで台枠外側に水平に設置されており、ラック方式はラックレール1条のシュトループ式である。
- 連結器はねじ式連結器で、左右に緩衝器、その間にフックを備えている。また、石炭の積載量は1.0t、水積載容量は3.0m³、水タンクはサイドタンク式である。
- ブレーキ装置は反圧ブレーキ、手ブレーキ及び真空ブレーキで、基礎ブレーキ装置は粘着動輪は第3動輪に両抱式踏面ブレーキが、第1動輪に併設されたブレーキ用ピニオンのブレーキドラムにも両抱式ブレーキが作用するほか、ピニオン駆動用軸にも独立してバンド式の手ブレーキ装置が設置されて非常用ブレーキとして使用されている。

### 主要諸元
- 軌間：1,435mm
- 方式：2シリンダ単式/4シリンダ複式切替式、飽和蒸気式タンク機関車
- 軸配置：Cz
- 最大寸法：全長8,970mm、全幅3000mm、全高4000mm
- 機関車全軸距：3,800mm
- 固定軸距：3,800mm
- 動輪径：1,040mm
- ピニオン有効径：1,050mm（駆動/ブレーキ用）/923mm（ブレーキ用）
- 自重/運転整備重量：35.6t/43.6t
- ボイラー
  - 中心高：2,200mm
  - 内径：1,300mm
  - 小煙管：内径41mm/外径45mm×長さ3,000mm×208本
  - 火格子面積/ボイラー伝熱面積/火室伝熱面積/全伝熱面積：1.8m²/8.0m²/80.4m²/88.4m²[9]
  - 使用圧力：14kg/cm²
  - 容量（水/蒸気）：2.5m³/1.0m³
- 粘着式駆動装置
  - シリンダ径×行程：430mm×500mm
  - 弁装置：ワルシャート式
- ラック式駆動装置
  - シリンダ径×行程：430mm×500mm
  - 弁装置：ワルシャート式
  - 減速比：2.41
- 性能
  - 出力：323kW
  - 牽引力：118kN（ラック区間）
  - 牽引トン数：100t（ラック区間、75パーミル）、75t[10]（ラック区間、100パーミル）
  - 最高速度：粘着区間40km/h、ラック区間15km/h[11]
- ブレーキ装置：手ブレーキ、真空ブレーキ、反圧ブレーキ
- 水搭載量：3.0m³
- 石炭搭載量：1,000kg

## 運行・廃車
- 本形式が運行されていた当時のチェーチナ-ヴォルテッラ線はトスカーナ州リヴォルノ県のティレニア海沿岸で、標高12mのチェーチナから標高468mのヴォルテッラ・チッタに至る1,435mm軌間、38.4kmの路線であった。チェーチナ駅ではイタリア国鉄のピサとローマを結ぶティレニカ線[12]に接続している。同線は路線終端部のヴォルテッラ・サリーネ・ポマランチェ - ヴォルテッラ・チッタ間8.4kmのうち3.7kmが最急勾配100パーミルのラック区間となっており、シュトループ式のラックレールは歯厚70ｍｍ、ピッチ100mm、歯たけ15mm、粘着レール面上高75mmであり、ヴォルテッラ・チッタ駅の手前にはスイッチバックが設けられていた。
- 本形式が運行されていた当時のパオラ-コゼンツァ線はイタリア南部カラブリア州コゼンツァ県のティレニア海沿岸で、標高10mのコゼンツァから途中標高514mのサン・フィーリ駅を経由して標高202mのパオラに至る路線であった。パオラ駅ではイタリア国鉄の南ティレニア線[13]に接続し、コゼンツァではイタリア国鉄のコゼンツァ-シーバリ線[14]と950mm軌間の私鉄であるカラブロ-ルカネ鉄道[15]に接続する。同線はチェーチナ-ヴォルテッラ線に続くラック式路線であり、シュトループ式のラックレールもチェーチナ-ヴォルテッラ線と同一仕様の歯厚70ｍｍ、ピッチ100mm、歯たけ15mm、粘着レール面上高75mmであった。
- 本形式は導入後ピサ機関区に配置されてチェーチナ-ヴォルテッラ線で使用され、旅客列車及び貨物列車の牽引に使用されている。旅客列車は当初はピサからの直通であったが、1921年にブレーキ用ピニオンを装備したCDUzもしくはBCDUz客車がヴォルテッラ・サリーネ・ポマランチェ - ヴォルテッラ・チッタ間で専用で使用されるようになっている。
- 1915年のパオラ-コゼンツァ線の開業に伴い、8両がピサ機関区からコゼンツァ機関区に転属されてパオラ-コゼンツァ線で運行され、単機もしくは重連で旅客列車及び貨物列車を牽引している。パオラ-コゼンツァ線ではその後1922年にボイラーを過熱式として牽引力を向上させた981が8両導入されたほか、さらに1937年にはALn56.1900気動車が、1955年にはALn64気動車が導入されて旅客列車はブレーキ用ピニオンを装備する粘着式気動車による運行が主となり、粘着区間での最高速度向上および機関車付替と給水の省略などがなされたため、所要時間は蒸気機関車牽引列車の約2時間20分に対して約90分と大幅に短縮されている。また貨物列車および他線から直通する客車による中長距離旅客列車の牽引には981が主として使用されるようになり、本形式は使用されなくなっている。
- チェーチナ-ヴォルテッラ線のラック区間の所要時間は約45分で、自動車の15分に対して大きく見劣りしていたことなどから、1958年11月12日に廃止され、残存した区間はALn556気動車もしくは740および940蒸気機関車による運行となり、本形式は全機が廃車となっている。
- 廃車後、980.002号機がナポリにあるピエトラルサ国立鉄道博物館[16]で静態保存されている。

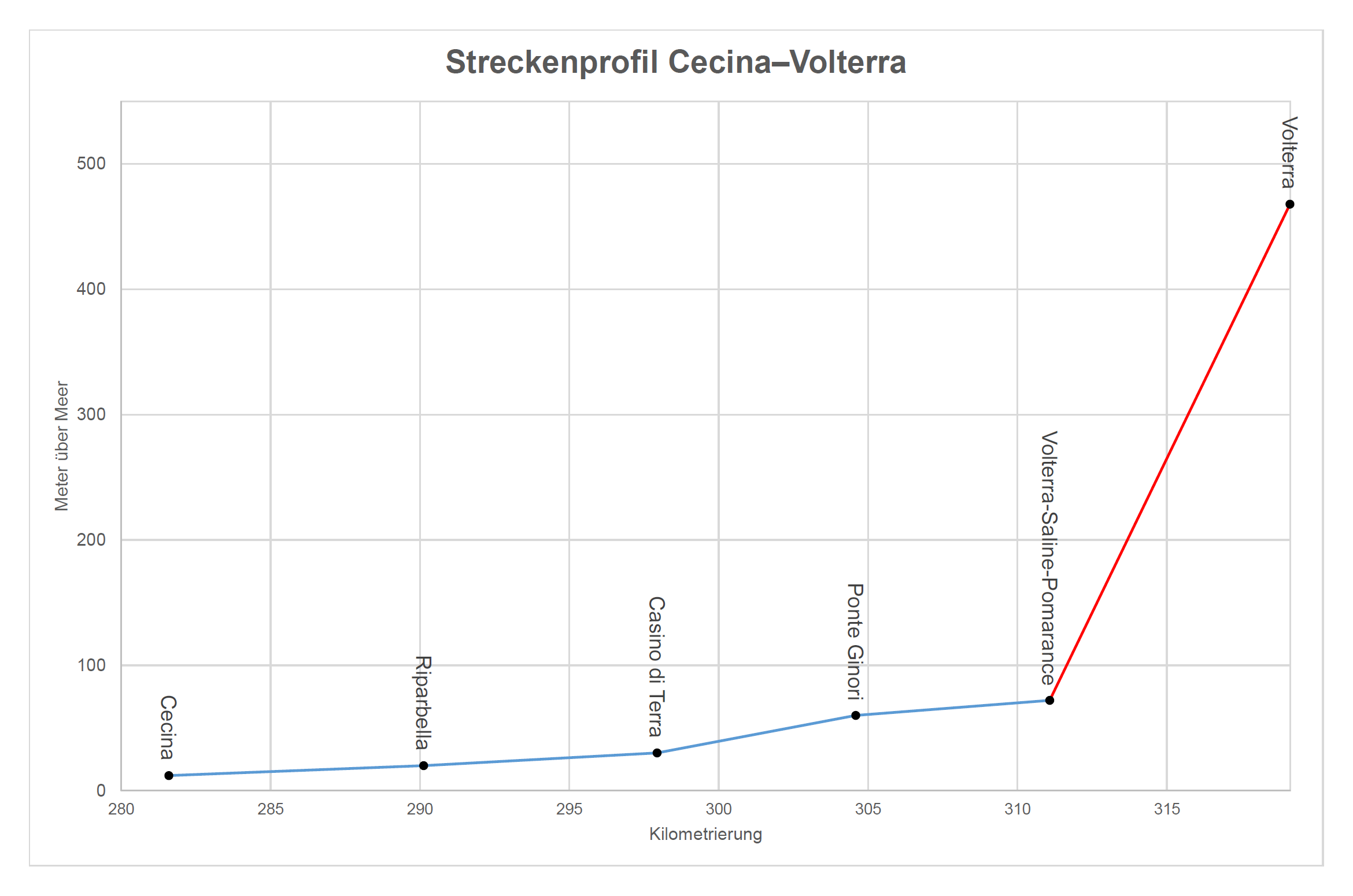
チェーチナ-ヴォルテッラ線の線路高低図
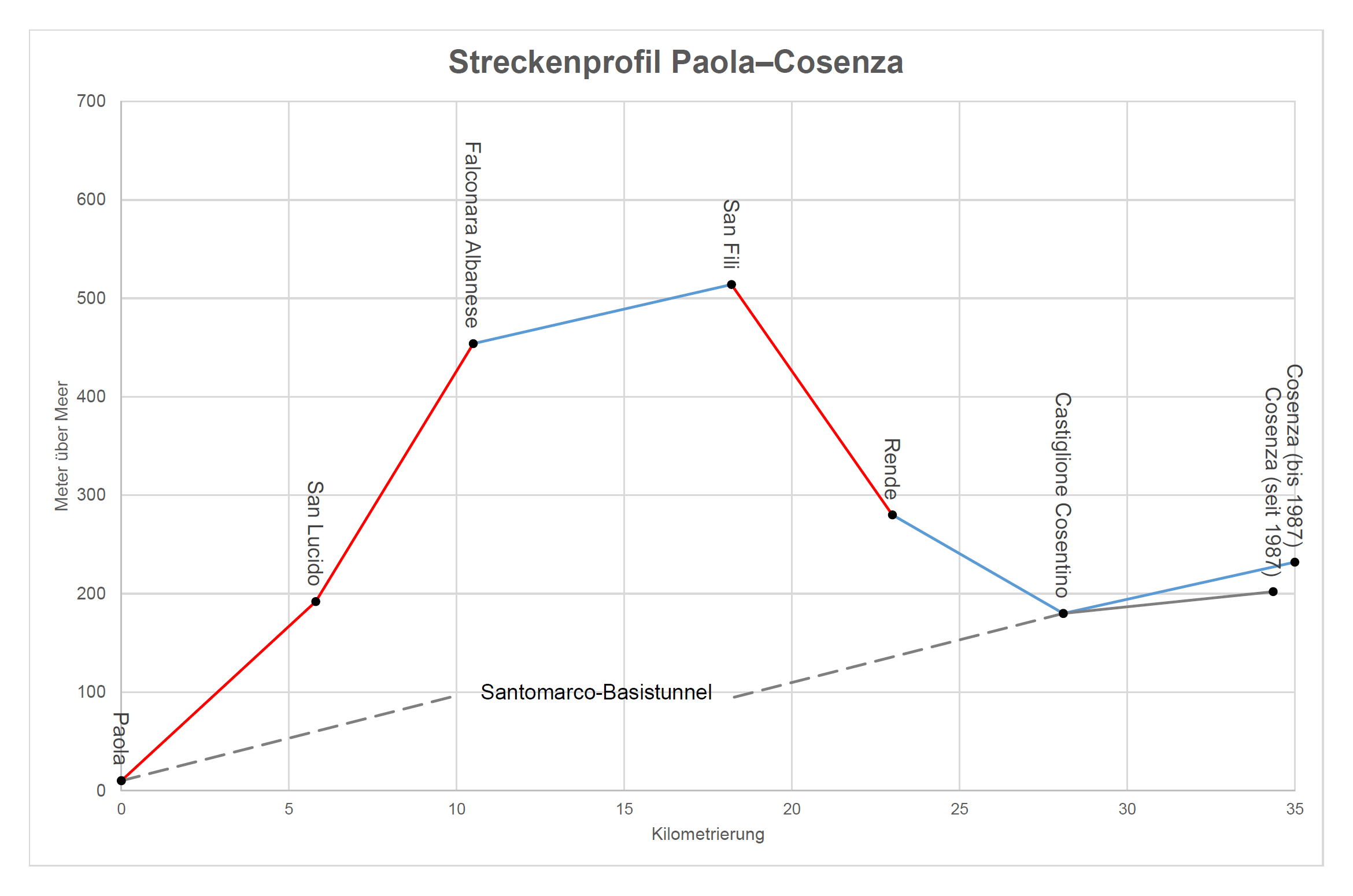
パオラ-コゼンツァ線の線路高低図
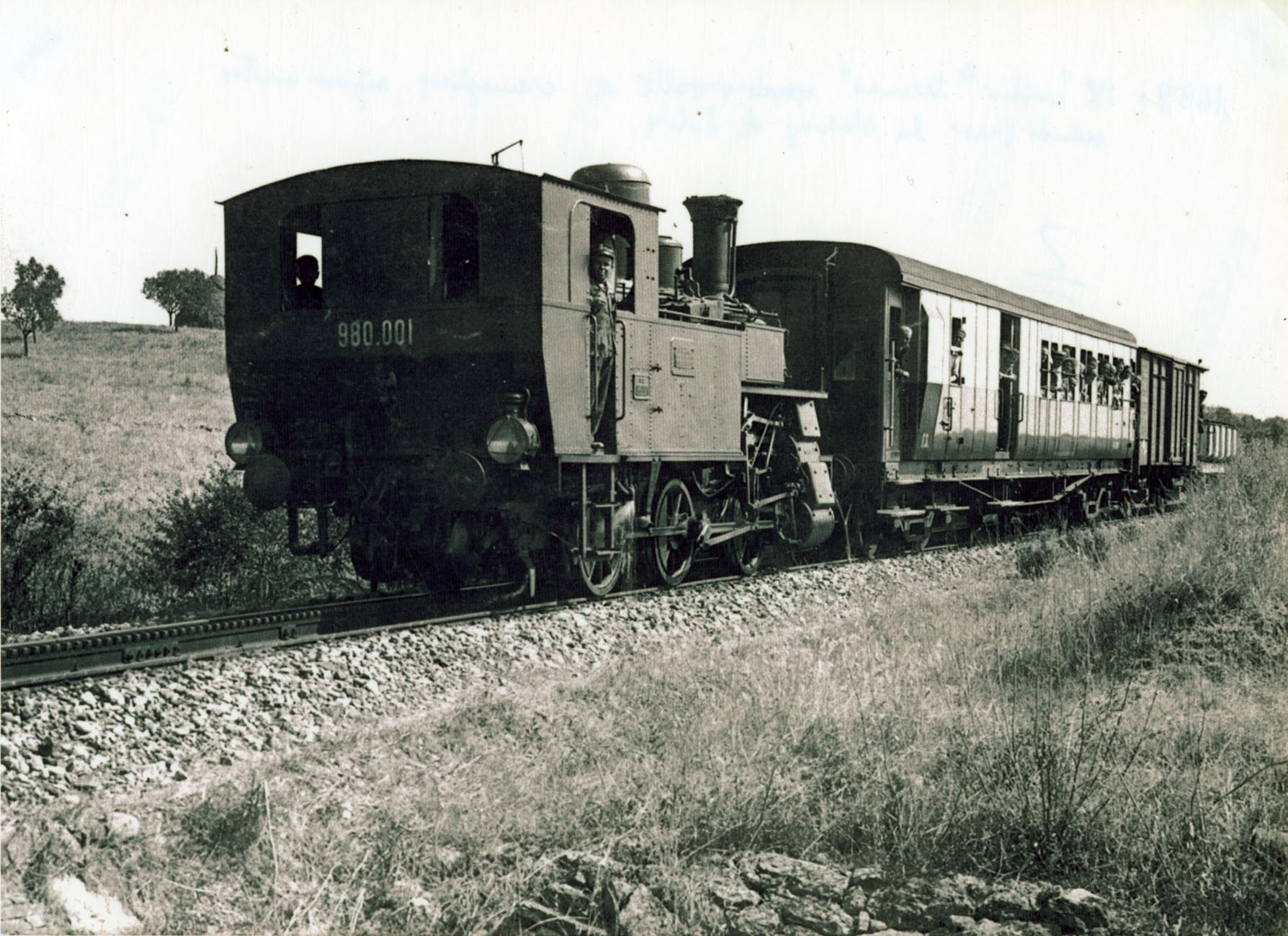
最急勾配100パーミルのチェーチナ-ヴォルテッラ線で運行される980 001号機、1938年
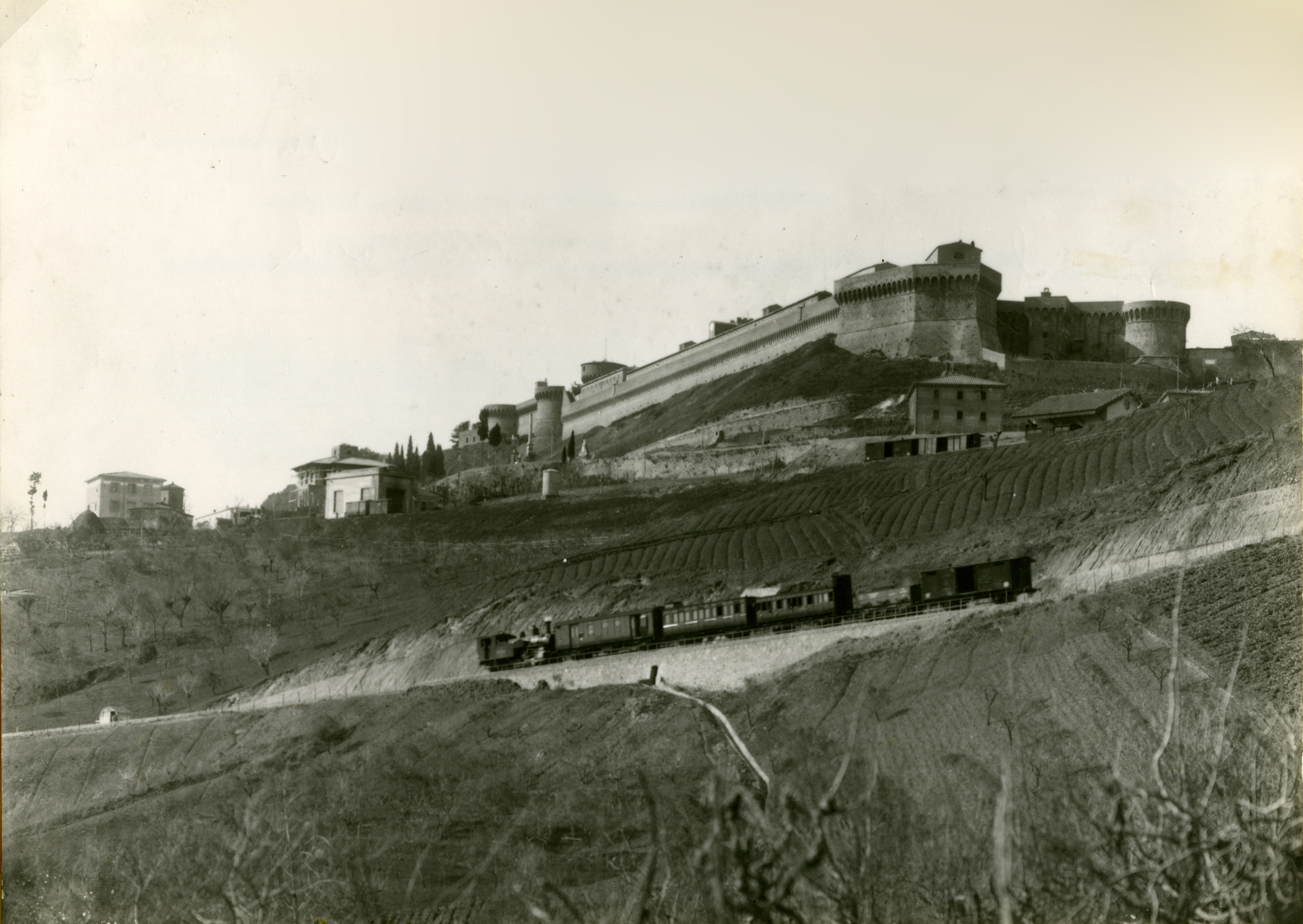
チェーチナ-ヴォルテッラ線の終点ヴォルテッラ付近を走行する980が牽引する列車、後方は山頂のメディチ要塞、1920年
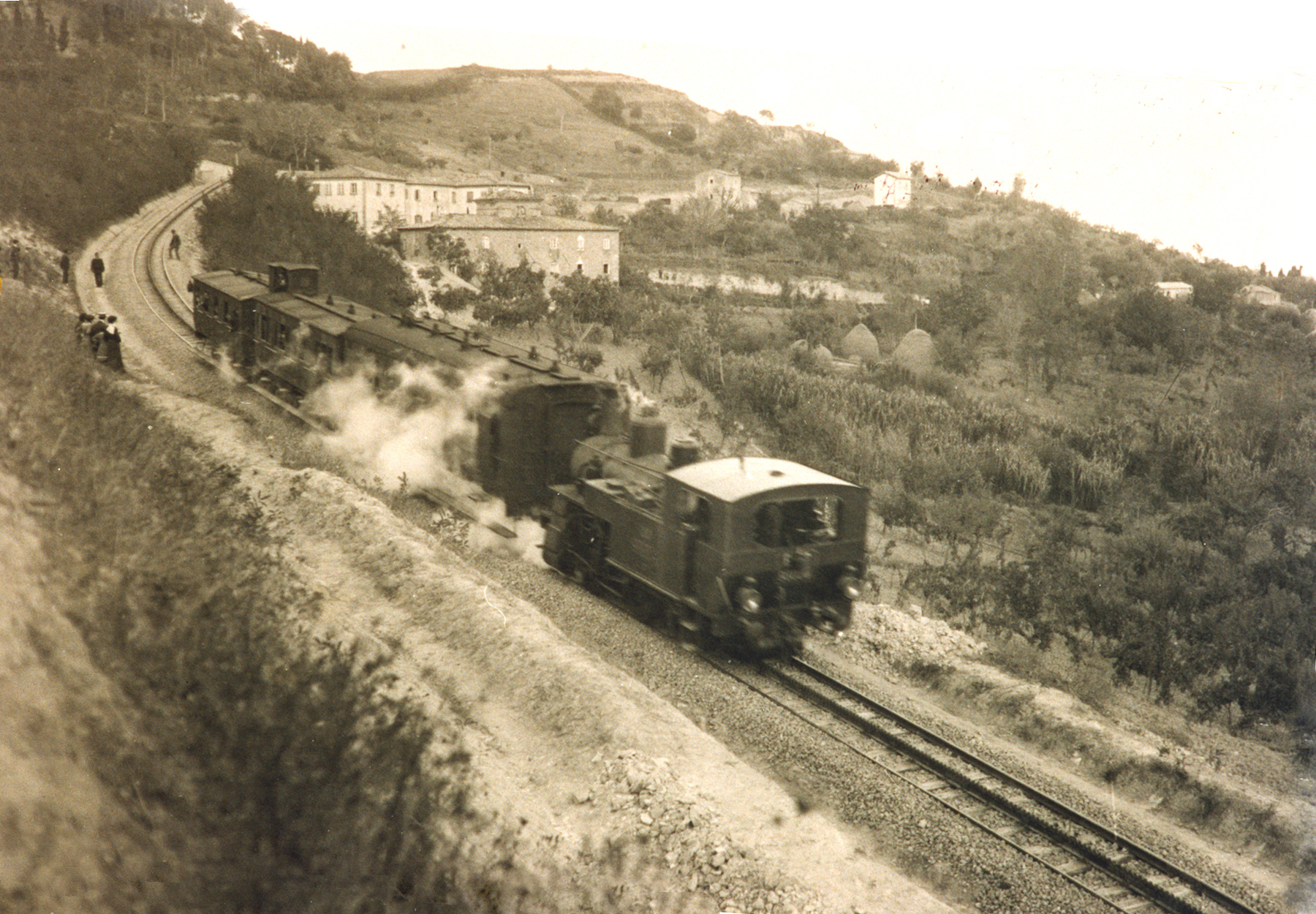
同じくチェーチナ-ヴォルテッラ線で運行される980、1912年
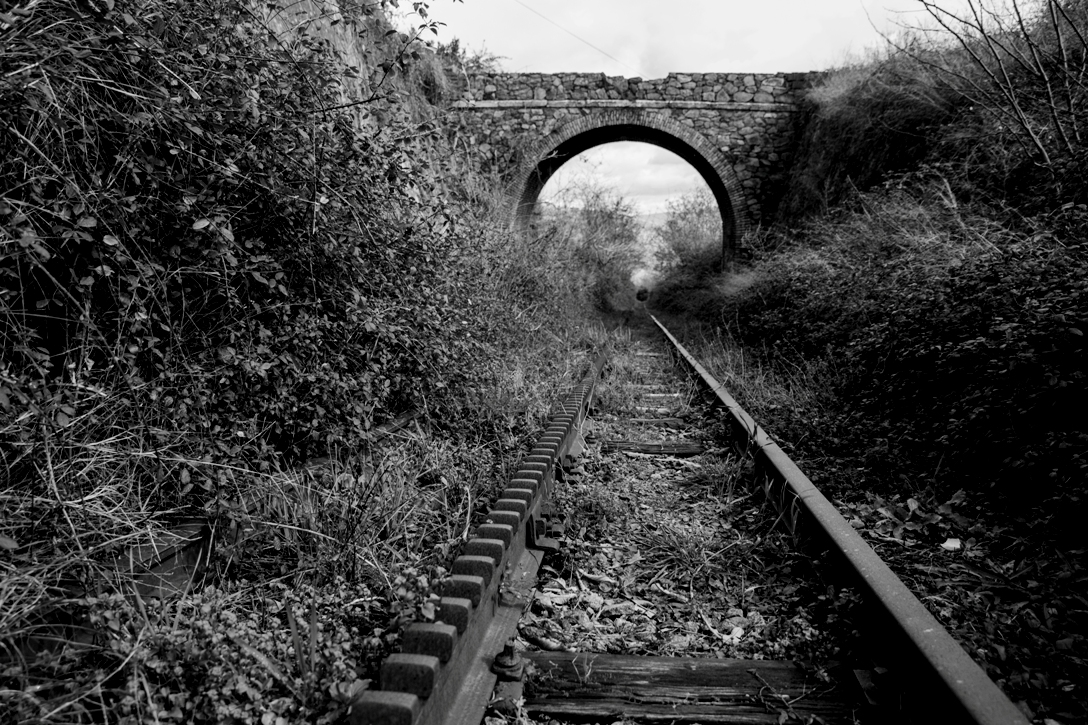
新線切替後のパオラ-コゼンツァ線のラック区間
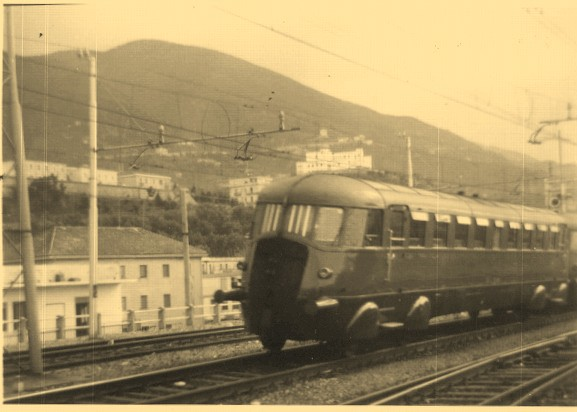
パオラ-コゼンツァ線で本形式とともに運行されたALn56.1900、1971年
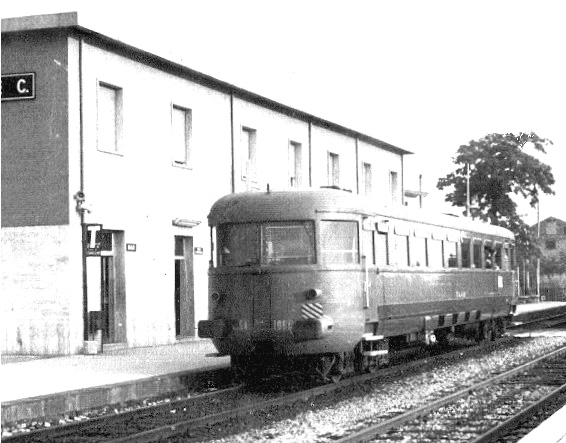
同じくALn56.1900の改良増備形であるALn64、カスティリオーネ・コゼンティーノ駅、1978年
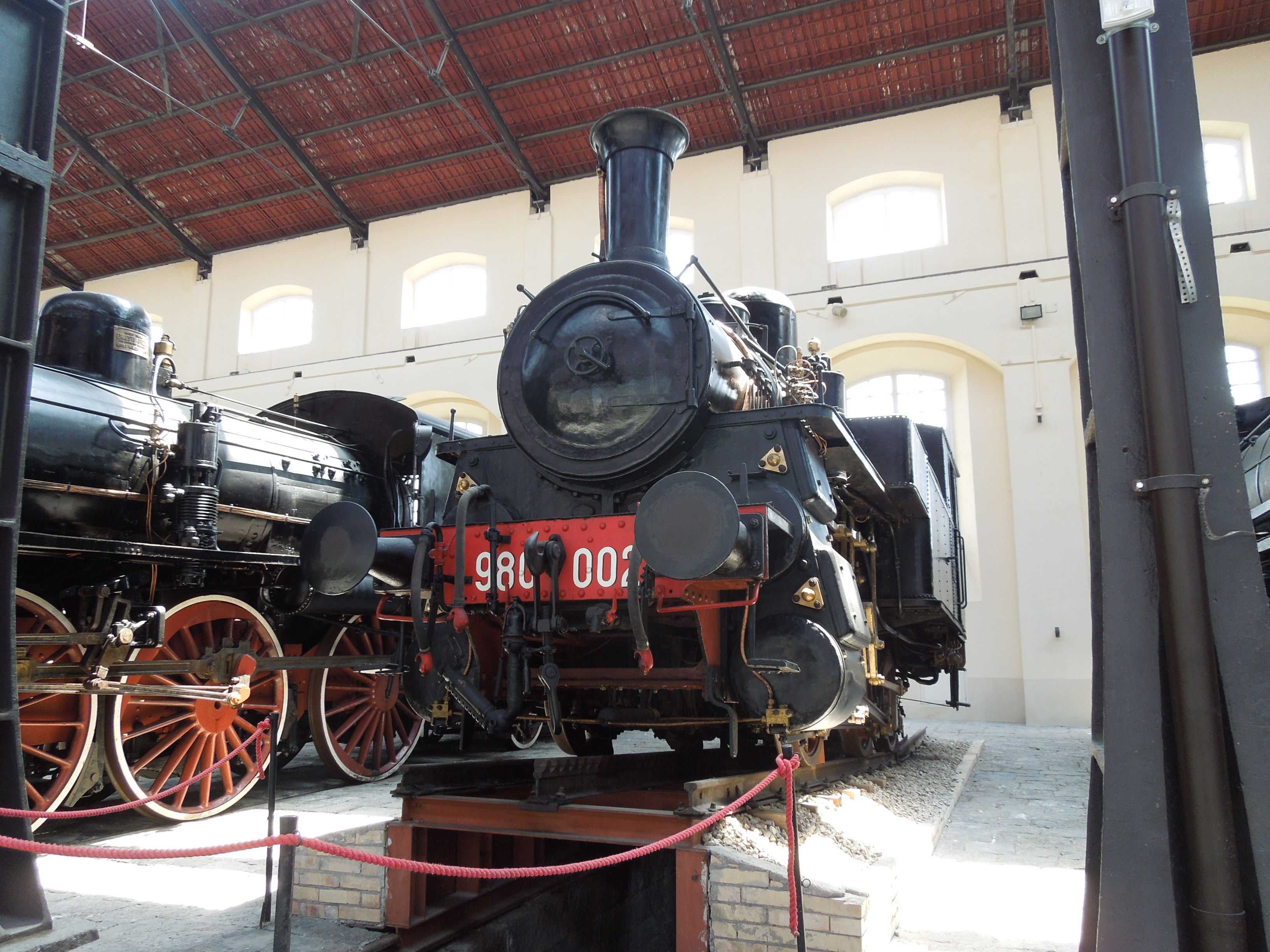
ピエトラルサ国立鉄道博物館で静態保存されている980.002号機、2012年

## 同型機
本形式の改良増備形であるイタリア国鉄の981およびイタリア国内のヴィンタートゥール式のラック式蒸気機関車は以下の通りとなっている。

### イタリア国鉄981
- 前述のとおり、980が運用されていたパオラ-コゼンツァ線に同形式の改良増備形として1922年に981.01-981.08号機の8両が導入されたもので、製造所がアンサルドブレダに変更され、過熱蒸気式となっている。シリンダ径は450×500mmとなり、出力は323kWから390kWに増強されている一方、最高速度に変更はない。1979年1月時点で7両が残存しており、現在でも6両が静態保存されている。
- パオラ-コゼンツァ線では全長14,958m、最急勾配12パーミルのサンタマルコベールトンネルの開業により、1987年5月31日には新線が営業を開始して本形式など従来の機材は運用されなくなり、本形式は全車廃車となっている。廃止区間には観光鉄道化の案があり、1991-92年には981.005号機が牽引する列車の試験運行がされたがその後具体化はしていない。

### イタリア国鉄R370
- シチリア島の950mm軌間の路線のうち、島内山間部の5路線は最急勾配75パーミルで建設されて農産物や水産物のほか、硫黄鉱石を輸送していた。これらの路線用に導入されたR370は1911-29年にイタリアのSaronno[17]およびOTO[18]で計48機が製造されたもので、ラック式の蒸気機関車の単一形式としては欧州最多機数[19]の形式となっている。本形式は、全伝熱面積76.29m2、自重/運転整備重量30.1t/38.1tで動輪径は950mm、ピニオン径が860mmであるほか、シリンダ径が粘着式駆動装置用、ラック式駆動装置用ともに400mmとなっている。
- 1950年代頃からの硫黄の需要の減少などにより、シチリア島の950mm軌間のイタリア国鉄路線は1959年までにほとんどが廃止され、本形式も路線の全廃と合わせて全機廃車され、廃車後はピエトラルサ国立鉄道博物館のR370 023号機ほか、R370 002、012、018、024の各号機が静態保存されている。また、ラック式駆動装置を撤去した上でイタリア西部地中海のサルデーニャ島の南サルデーニャ鉄道[20]とイタリア石炭公社[21]に輸送量石炭列車の牽引用として、それぞれ12両と10両が譲渡されて南サルデーニャ鉄道で1971年まで運行されていた。

### 地中海鉄道260形・ヴェーネタ公共鉄道110形
- スイスのベルナーオーバーラント鉄道[22]のHG3/3 7-10形として1906年に7、8号機、1910年に9、10号機の4両がいずれもSLMで製造されて導入された機体が、同鉄道の電化に伴い1915-17年に廃車となり、全機がイタリアに譲渡されて使用されたものである。
- HG3/3 7、8、10号機はSLMで950mm軌間、シュトループ式ラック方式に改造の上、地中海鉄道[23]に譲渡されて同鉄道の260形261-263号機として、イタリア南部のラゴネグロからカストロヴィッラリを経由してスペッツァーノ・アルバネーゼまでを結ぶ、全長105km、最急勾配100パーミルのラゴネグロ-カストロヴィッラリ-スペッツァーノ・アルバネーゼ線[24]で1950年まで使用されている。また、HG3/3 9号機は同じくイタリア北部ヴェネト州のヴェーネタ公共鉄道[25]に同様の軌間およびラック方式改造の上で譲渡されている。同鉄道では、最急勾配125パーミルのスキーオ - アジアーゴ間で110号機（機体名Lupa）として路線廃止の1958年まで主に貨物列車の牽引や入換用として使用されている。
- これらの機体はもとHG3/3 7、8号機が全伝熱面積62.2m2、自重/運転整備重量24.5/30.0t、もと9、10号機が全伝熱面積66.9m2、自重/運転整備重量25.2/31.6tとスイス国鉄のHG3/3形とほぼ同型であったが、動輪径が910mm、ピニオン径が860mmであるほか、シリンダ径が粘着式駆動装置用、ラック式駆動装置用ともに380mmから310mmに縮小されている。

### ヴェーネタ公共鉄道1形
- 1908、11年に前述のヴェーネタ公共鉄道の1形として4両がSLMで製造されて導入されている。1形1-4号機は機体名がそれぞれA. Rossi 、Asiago、Roana、Rocchetteとなっており、全長7,242ｍｍ、全伝熱面積55.7m2、自重/運転整備重量22.8/29.0tとスイス国鉄HG3/3形を若干縮小したものとなっている。

### カラブロ-ルカネ鉄道500形
- 前述の地中海鉄道の後身であるカラブロ-ルカネ鉄道[26]では、原設計をSLM、製造をSaronnoの後身であるCemsa[27]が担当して1932年に501-506号機の6両が製造されている。本形式はコゼンツァからイオニア海沿岸のカタンザーロ県のカタンザーロ・リドに至るコゼンツァ-カタンザーノ・リドを結ぶ軌間950mm、全長109.8km、最急勾配100パーミルのコゼンツァ-カタンザーノ・リド線[28]用に導入された機体で、全長9,760ｍｍ、全伝熱面積110.0m2、自重/運転整備重量39.0/47.6tとなっており、ラック区間用ピニオンが2軸で車軸配置が1'C1'zzとなっていることが特徴である。
- 現在では504号機が動態保存されている。

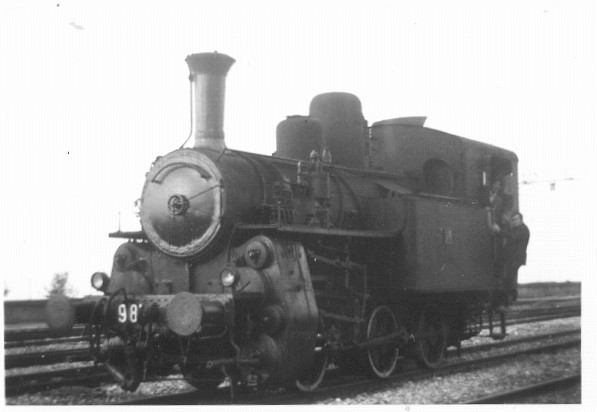
過熱式として出力を増強した981、パオラ駅、1971年
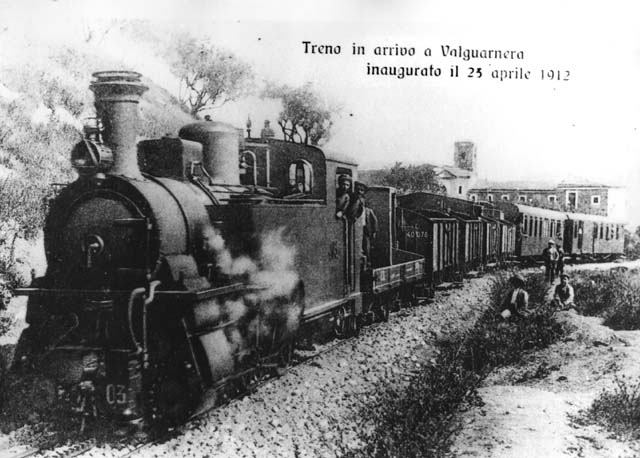
混合列車を牽引するR370.03号機、シチリア島中央部のヴァルグアルネーラ・カロペーペ付近
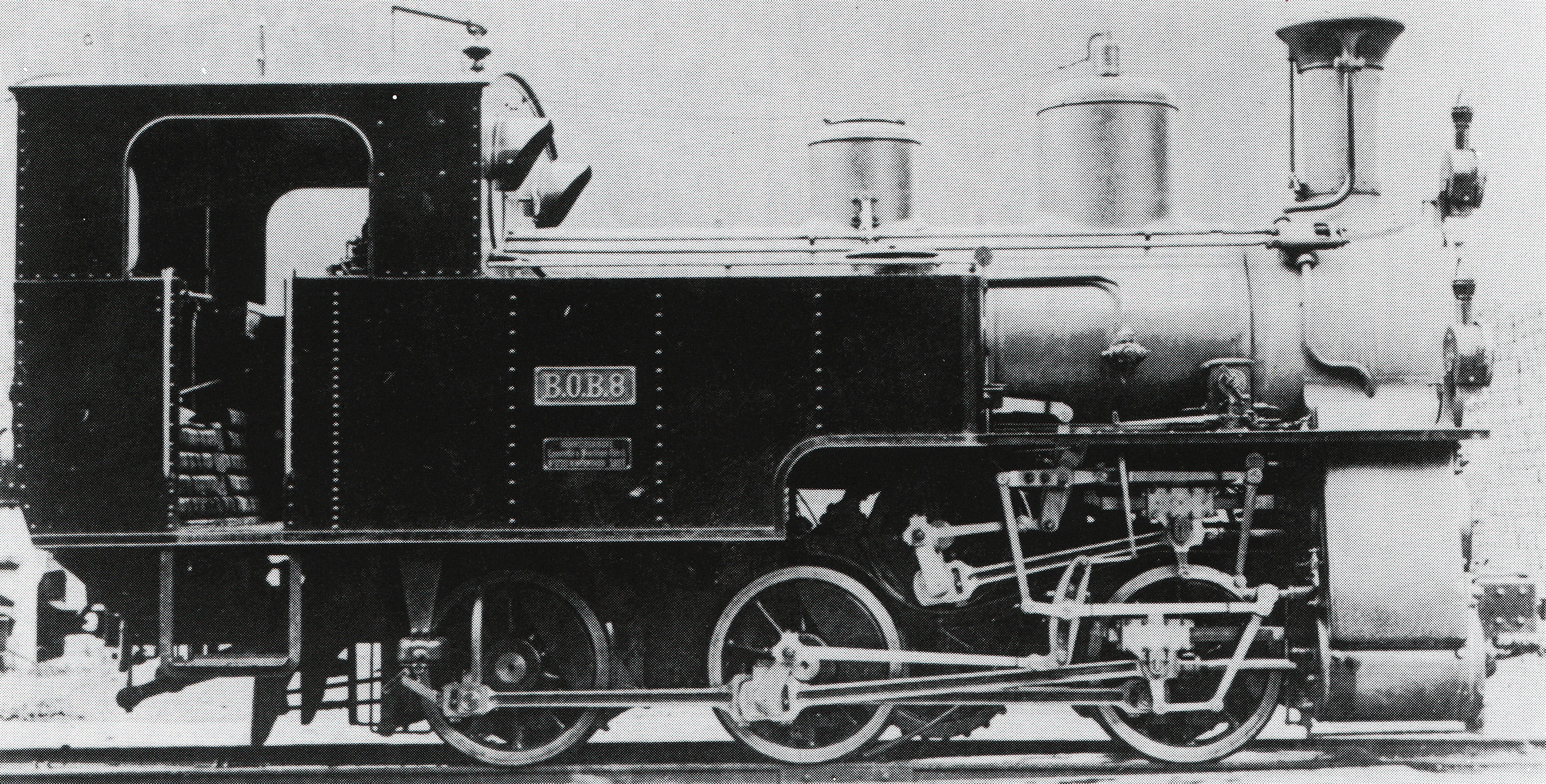
ベルナーオーバーラント鉄道で使用されていた頃のHG3/3 8号機、スイス国鉄のHG3/3形とほぼ同形
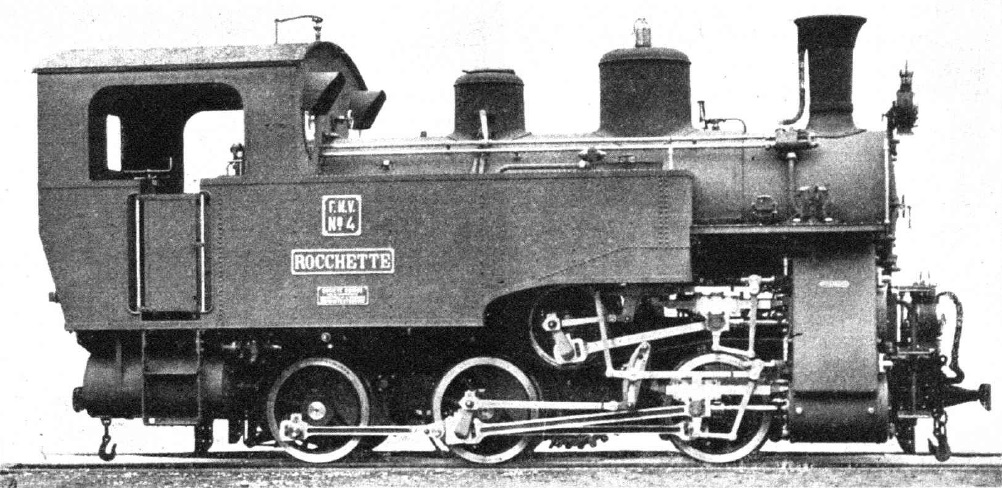
ヴェーネタ公共鉄道4号機"Rocchette"のSLM公式写真、1911年
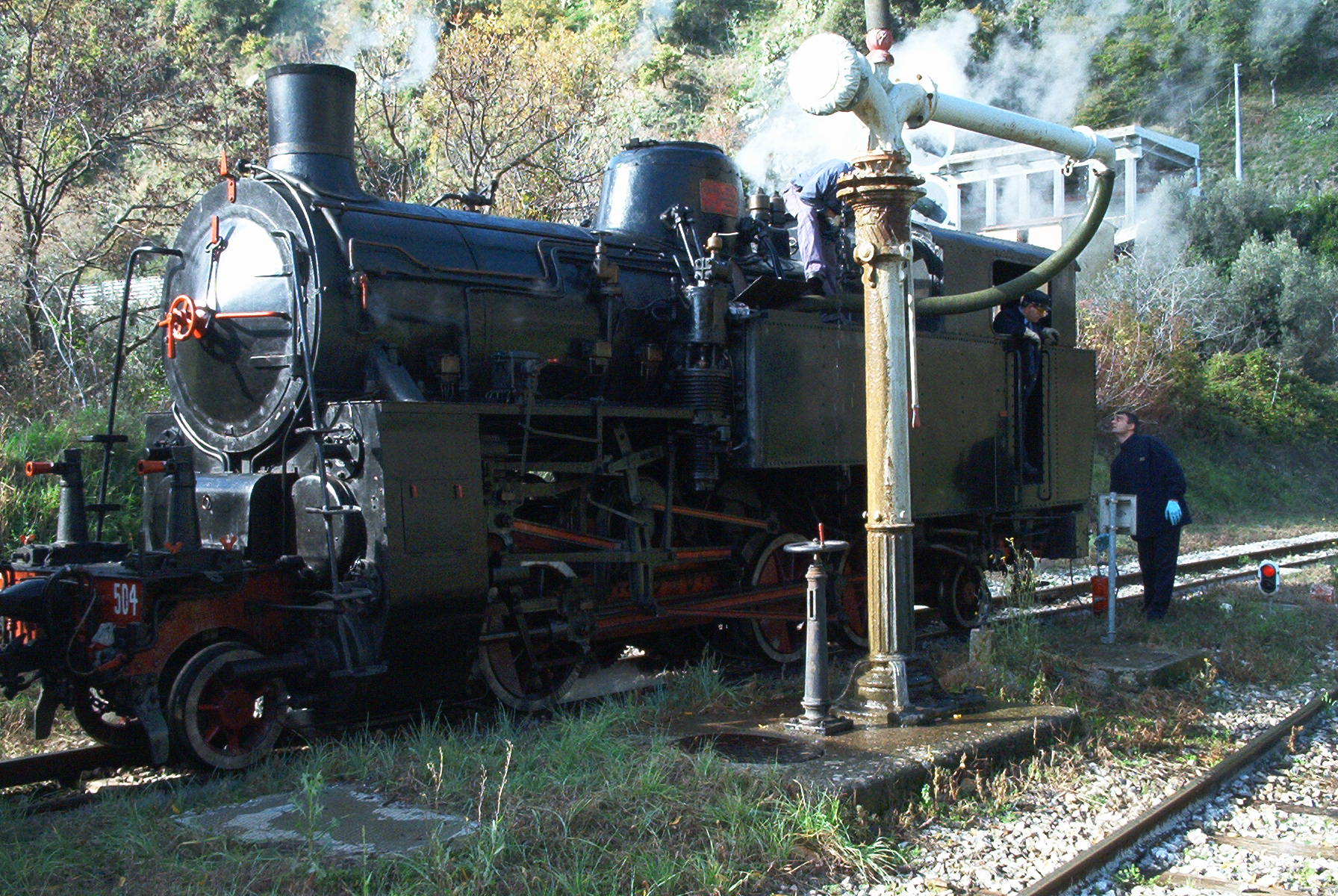
動態保存されている旧カラブロ-ルカネ鉄道の504号機、2006年